# Владімір Ілієв
Владімір Ілієв (болг. Владимир Илиев; нар. 17 березня 1987, Троян, Болгарія) — болгарський біатлоніст, учасник чемпіонатів світу з біатлону, призер чемпіонатів світу з літнього біатлону, учасник етапів кубка світу з біатлону.

## Виступи на Олімпійських іграх
| Рік  | Місце проведення | Інд | Спр | Пр | МС | Ест |
| 2010 | Ванкувер         | 79  | 83  |    |    | 16  |

## Виступи на чемпіонатах світу
| Рік  | Місце проведення     | Інд | Спр | Пр  | МС | Ест | ЗМ |
| 2007 | Антхольц             | 63  | 86  |     |    | 18  | 18 |
| 2008 | Естерсунд            |     | 96  |     |    | 20  |    |
| 2009 | Пхьончхан            | 32  | 84  |     |    | 11  |    |
| 2011 | Ханти-Мансійськ      | 59  | 68  |     |    | 16  |    |
| 2012 | Рупольдінг           | 16  | 57  | DNS |    | 17  |    |
| 2013 | Нове Место-на-Мораві | 79  | 83  |     |    | 9   |    |

## Кар'єра в Кубку світу
- Дебют в кубку світу — 2 грудня 2006 року в спринті в Естерсунді — 105 місце.
- Перше попадання в залікову зону — 17 лютого 2009 року в індивідуальній гонці в Пхьончхані — 32 місце.
- Перше попадання на розширений подіум — 13 грудня 2012 року в спринті в Поклюці — 6 місце.

## Загальний залік в Кубку світу
- 2008–2009 — 100-е місце (9 очок)
- 2011–2012 — 60-е місце (66 очок)
- 2012–2013 — 44-е місце (156 очок)

## Статистика стрільби
| № п/п | Сезон     | Загальна         | Індивідуальна гонка | Спринт          | Гонка переслідування | Мас-старт      | Естафета       |
| ----- | --------- | ---------------- | ------------------- | --------------- | -------------------- | -------------- | -------------- |
| 1     | 2006-2007 | 69,9 % (58/83)   | 85,0 % (17/20)      | 60,0 % (12/20)  | 0,0 % (0/0)          | 0,0 % (0/0)    | 67,4 % (29/43) |
| 2     | 2007-2008 | 74,3 % (26/35)   | 0,0 % (0/0)         | 60,0 % (6/10)   | 0,0 % (0/0)          | 0,0 % (0/0)    | 80,0 % (20/25) |
| 3     | 2008-2009 | 70,5 % (148/210) | 80,0 % (48/60)      | 70,0 % (56/80)  | 0,0 % (0/0)          | 0,0 % (0/0)    | 62,9 % (44/70) |
| 4     | 2009-2010 | 73,4 % (157/214) | 76,7 % (46/60)      | 68,9 % (62/90)  | 0,0 % (0/0)          | 0,0 % (0/0)    | 76,6 % (49/64) |
| 5     | 2010-2011 | 70,5 % (153/217) | 75,0 % (60/80)      | 73,8 % (59/80)  | 0,0 % (0/0)          | 0,0 % (0/0)    | 59,6 % (34/57) |
| 6     | 2011-2012 | 74,0 % (171/231) | 86,7 % (52/60)      | 65,6 % (59/90)  | 80,0 % (32/40)       | 0,0 % (0/0)    | 68,3 % (28/41) |
| 7     | 2012-2013 | 75,5 % (286/379) | 72,5 % (29/40)      | 78,0 % (78/100) | 75,0 % (105/140)     | 80,0 % (16/20) | 73,4 % (58/79) |